# René Schwuchow Show
Die René Schwuchow Show war eine wöchentliche Talksendung, die im deutschen Fernsehen freitags um 23:54 Uhr auf Sport1 ausgestrahlt wurde. Seit dem 6. März 2015 wurde sie nur noch sporadisch per Stream ausgestrahlt. Moderatoren der Sendung waren René Schwuchow und Christopher „Schöni“ Schönborn. Die Show beinhaltet Interviews und leichte Unterhaltung mit Prominenten aus der Erotikbranche. Jede Episode dauert etwa 45 Minuten. Die Sendung war als für Zuschauer unter 16 Jahren nicht geeignet (FSK16) ausgewiesen.

## Geschichte

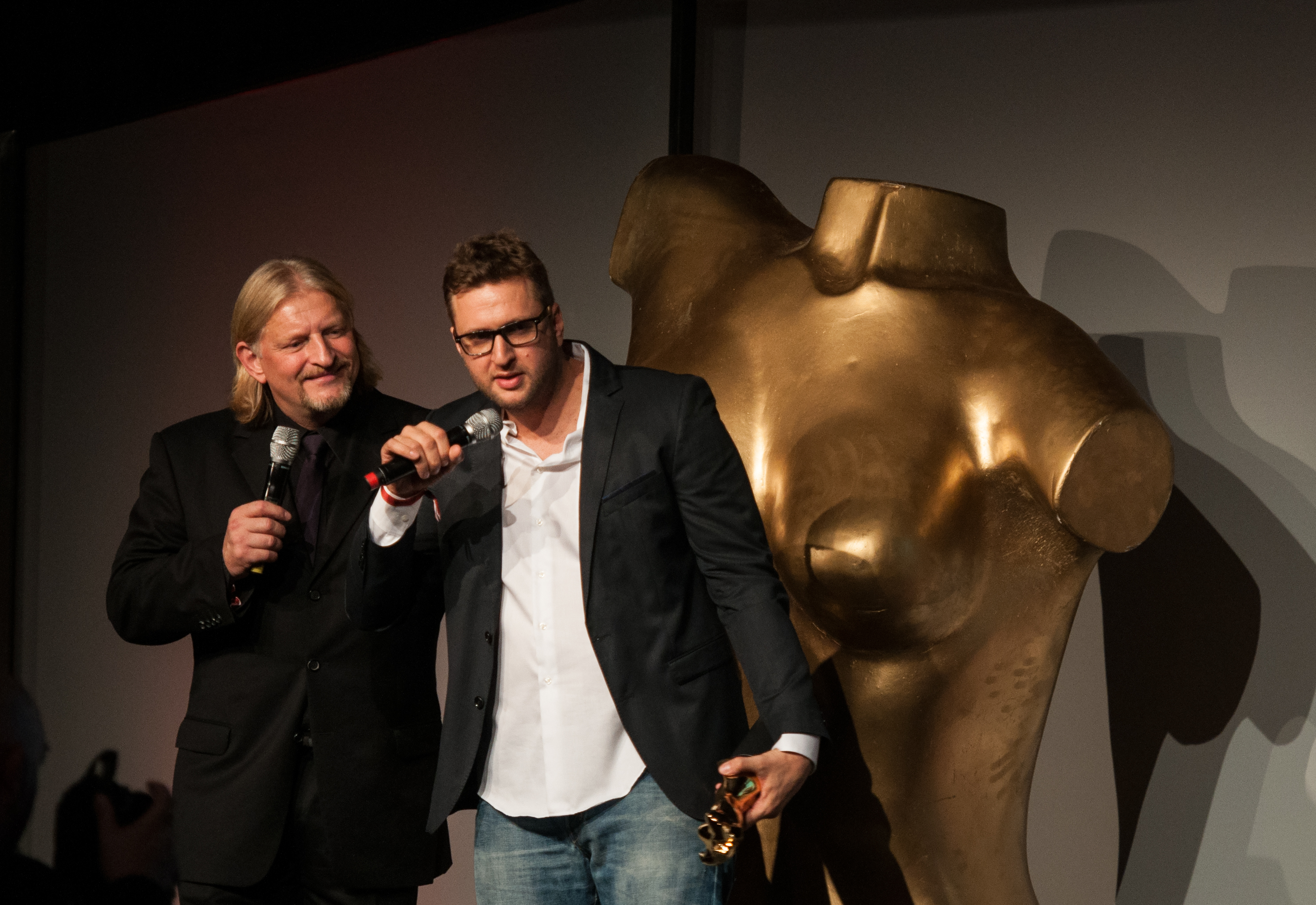
René Schwuchow (rechts) bei der Verleihung der Venus Awards 2014 mit dem Moderator Frank Kessler

René Schwuchow produzierte nach eigenen Angaben seit 2004 Clips und veröffentlichte diese auf Videoplattformen im Internet. Im Februar 2012 folgte die Talkshow Die René Schwuchow Show auf YouTube. Produziert wurde die Show in einem Studio in Berlin-Hohenschönhausen.
Der YouTube-Kanal iwantmybodyback erreichte 80.000 Abonnenten und insgesamt 50 Millionen Views, wurde jedoch auf Grund von Verletzungen der Nutzungsbedingungen von YouTube im Oktober 2013 gesperrt.
Im April 2013 sicherte sich der deutsche Fernsehsender Sport1 die Erstausstrahlungsrechte für Die René Schwuchow Show – 6 vor 12 und platzierte die Sendung im Abendprogramm am Freitag um 23:54 Uhr. Das Format der Talkshow wurde beibehalten.
Nach der Absetzung aus dem Sendeprogramm und der Umstellung auf ein Streaming-Format am 6. März 2015 wurde die Produktion der Show nur kurze Zeit später eingestellt.

## Sendekonzept
Das Konzept der Sendung ist an die US-amerikanische Talkshow des Moderators Howard Stern angelehnt. Die Gäste beantworten Fragen und bekommen durch das Ziehen von Karten Aufgaben zugewiesen, welche in verschiedene Kategorien eingeteilt sind. Für die nach eigenen Angaben überwiegend männliche Zielgruppe beinhalten die Karten oftmals intime Aufgaben. Der Moderator René Schwuchow wird in der Sendung von einem Sidekick unterstützt, Christopher „Schöni“ Schönborn.

## Auszeichnungen
- 2014: Venus Award in der Kategorie Beste TV-Reportage